# 東京ららばい
「東京ららばい」（とうきょうららばい）は、中原理恵のデビュー・シングル。1978年3月21日発売。発売元は、CBS・ソニー。

## 解説
デビュー作であるが、レコード・デビューはシングルより先にアルバム『TOUCH ME』（1978年2月25日発売）で果たしていた為、歌手デビュー作ではない。本レコードA面曲にあたる「東京ららばい」は2ndアルバム『KILLING ME』（1978年12月5日発売）に収録が持ち越されたが、B面の「TOUCH ME」は1stアルバムの表題曲として収録されている。
同年の『第29回NHK紅白歌合戦』で紅白初出場を果たした。
歌詞に東京湾（歌中では "とうきょうベイ" と読む）、山手通り、タワーなど実在の建物・エリアが登場する、東京のご当地ソングのひとつである。
作曲者・筒美京平が手がけた楽曲が厳選収録されているCD-BOX『THE HIT MAKER -筒美京平の世界-』（2006年）に収録された。また、作詞者・松本隆の作品集『風街図鑑〜松本隆 作詞活動30周年記念』（1999年）にも収められている。
作家の泉麻人は著書『僕の昭和歌謡曲史』（2003年、講談社文庫刊）において、「"トレンド・シティ" としての東京の確立を、実感した曲」という旨を述べている。

## 収録曲
1. 東京ららばい
作詞:松本隆　作曲・編曲:筒美京平
2. TOUCH ME
作詞:竜真知子　作曲・編曲:筒美京平

## カバー
東京ららばい
- 中島夕紀絵（1990年） - シングル『東京ららばい』収録。
- マルシア（1990年） - アルバム『Eu te amo』収録。
- チェウニ（2002年） - アルバム『Tokyo・トーキョー・東京』収録。
- ギャランティーク和恵（2011年） - DVD『歌謡グランドショー』収録。
- 日野美歌（2011年） - アルバム『R40'S 本命ララバイ〜安らぎの歌謡曲〜』収録。
- 青山テルマ（2012年） - シングル『君に会えるから… feat. SPICY CHOCOLATE, RYO the SKYWALKER』収録。映画『キリン』エンディングテーマ。
- 八代亜紀（2013年） - アルバム『八代亜紀〜日本のポップスを唄う〜』収録（テイチク時代に録音していた音源をCD化）。
- 宇野美香子（2015年） - アルバム『宇野美香子 〜昭和ポップスを歌う』収録。
- 荒牧陽子（2019年） - アルバム『リスペクト！～私が昭和を歌ったらこんな感じ！～』収録。
- 田中裕梨（2019年） - アルバム『CITY LIGHTS 2nd Season』収録。
- 岩崎宏美（2019年） - アルバム『Dear Friends VIII 筒美京平トリビュート』収録。
- 片岡健太（2021年） - アルバム『筒美京平SONG BOOK』収録。

## 関連作品
- TOUCH ME（規格品番：25AH-404/LP・DYCL-31/CD[1]） - 1978年発売のファースト・アルバム
- GOLDEN☆BEST 中原理恵 Singles（規格品番：MHCL-305） - シングルA面曲が完全収録された廉価版ベスト
- THE HIT MAKER -筒美京平の世界-（規格品番：MHCL-771/776） - 活動40周年記念の6枚組ボックス・セット
- 風街図鑑〜松本隆 作詞活動30周年記念（規格品番：SRCL-4701/4707） - 活動30周年記念の7枚組CD-BOX
- Matthew's Best Hit CD（規格品番：ESCL-9087） - マシュー南が選曲したとされるコンピレーション・アルバム
- 歌姫 〜センチメンタル女性ヴォーカリスト〜（規格品番：MHCL-1477） - 70年代・80年代にヒットした女性ヴォーカル集
- 青春歌年鑑 1978 BEST30（規格品番：TOCT-10729/10730） - ヒット年別オムニバス・シリーズの1978年版
- 歌ものがたり〜時代の歌謡曲〜 - 通販CD
- ALWAYS WITH YOU 〜いつも心に青春の歌〜 - 通販CD
- Girls JAPANESE BEST HITS COLLECTION MY MEMORIES II - 通販CD
- AGAIN〜女性ヴォーカリスト・スペシャル・セレクション〜 - 通販CD